# Oud-Strijders Legioen

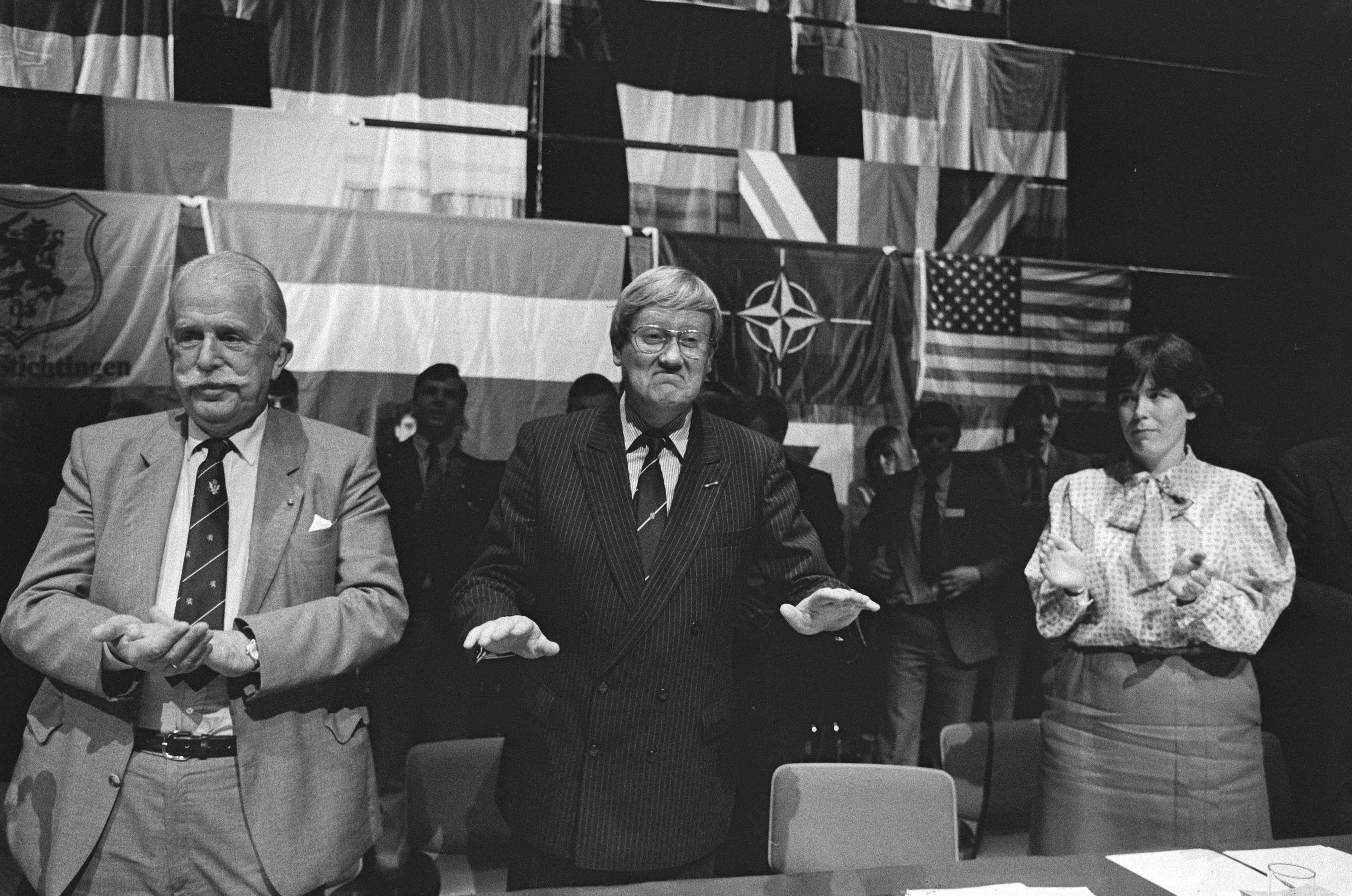
Hans Wiegel bij een landelijke bijeenkomst van het Oud-Strijders Legioen (1985)

Het Oud-Strijders Legioen (OSL), later Stichtingen voor Vrijheid en Veiligheid "OSL", was een Nederlandse rechts-conservatieve organisatie die in 1958 werd opgericht door Prosper J.G.A. Ego en tot 2010 heeft bestaan. De organisatie gaf lange tijd (tot en met 2009) het blad Sta-Vast uit. De activiteiten werden deels voortgezet via de website Sta-pal.nl.
In de beginjaren bestond de groep vooral uit Nederlands-Indië- en Korea-gangers. Later trok de groep meer tegenstanders van het communisme en eenzijdige ontwapening onder de burgerbevolking. Het OSL stond aanvankelijk positief tegenover het Zuid-Afrikaanse apartheidsregime, maar stelde dat later na maatschappelijke druk bij. Gedurende de Koude Oorlog heeft het OSL zich nadrukkelijk in de maatschappelijke discussie gemengd ten faveure van het Koningshuis, de Nederlandse krijgsmacht, de NAVO, de band met de Verenigde Staten en de mensenrechtensituatie in de Sovjet-Unie en de door hen gedomineerde Oostbloklanden.
Het OSL verspreidde in vooral de jaren 70 en 80 stickers met politieke boodschappen en de organisatie verkocht "vriendschapsdassen" waarop Zuid-Afrikaanse springbokken en Israëlische davidsterren werden afgewisseld met kleine Nederlandse leeuwen. Er was ook een "Vriendschapsdas Nederland-Amerika" met een groot Amerikaans wapen.
In 1984 nam Jan Heitink, oud adjunct-hoofdredacteur van de Telegraaf, zitting in het OSL bestuursadviescollege.
In het septembernummer van 2009 van het OSL-maandblad Sta-Vast kondigde Ego aan te stoppen als voorzitter/hoofdredacteur, waarmee het einde van het blad Sta-Vast van de Stichtingen voor Vrijheid en Veiligheid "OSL" ook was ingeluid. Sta-Vast kwam voor het laatst uit op 2 december 2009. Op 26 maart 2010 kondigde voorzitter Ego aan dat de activiteiten van het OSL dat jaar zouden worden gestopt. De archieven zijn in 2010 overgedragen aan het Nationaal Archief.
Door de inzet van OSL-begunstiger H. Cappon werd enige tijd een website (OSL-Actueel) onderhouden, waardoor het OSL, zij het sluimerend, alsnog voortbestond. Op initiatief van de OSL-bestuursleden H. Mulder en Mat Herben werd de website vernieuwd en kreeg OSL weer een eigen website. Later ging OSL-Stavast op in Sta-pal, dat zegt pal te staan voor "het behoud van Nederland als een hoogwaardige, vrije en fatsoenlijke samenleving, met een eigen onvervangbare culturele identiteit." 